# Biuku Gasa
Biuku Gasa (* 27. Juli 1923 in Madou/Salomon-Inseln; † 23. November 2005) war im Zweiten Weltkrieg Küstenwächter. Zusammen mit Aaron (Eroni) Kumana rettete er 1943 den gestrandeten späteren US-Präsidenten John F. Kennedy. 
Gasa besuchte die methodistische Missionsschule in Munda (Neugeorgien). Nach der japanischen Besetzung von Munda am 24. November 1942 floh er zurück nach Madou, um der Rekrutierung durch die Japaner zu entgehen. Er meldete sich freiwillig bei den britischen Streitkräften in Gizo als Scout. Getarnt als Fischer kontrollierten diese in den Salomonen mit ihren Einbaum-Booten die Bewegungen der Japaner. Wurde eine japanische Stellung entdeckt, so ruderten sie zu einem amerikanischen Geheimposten auf der Insel Kolombangara. Dessen Meldungen gelangten per Funk nach Honiara und dienten der amerikanischen Luftwaffe für umgehende Angriffe der Stellungen der japanischen Armee. Gasa diente bis Kriegsende als Küstenwächter. Nach dem Krieg versuchte er vom Kokosanbau zu leben. Nur sechs seiner zehn Kinder überlebten die Armut. 
Der damals 26-jährige Kennedy war Kapitän des Schnellboots PT-109 der US Navy. Am 1. August 1943 wurde sein Boot im Westen der Salomonen-Inseln von dem japanischen Zerstörer Amagiri gerammt und versenkt. Zwei Besatzungsmitglieder kamen bei dem Angriff ums Leben. Biuku Gasa und Aaron Kumana entdeckten auf einer ihrer Kontrollfahrten den gestrandeten John F. Kennedy, der sich allein auf Wassersuche befand, und die restlichen zehn überlebenden Seeleute auf einer kleinen Insel vor der Vonavona-Lagune. Diese Lagune wird heute nach dem Kapitän des Schiffes Kennedy Island genannt. Unter den Geretteten waren auch zwei Kriegsberichterstatter der New York Times. Als Retter wurden in der folgenden Titelstory allerdings nicht Kumana, für den später ein Denkmal gebaut wurde, und Gasa gefeiert, sondern der australische Küstenwächter Lieutenant Arthur Evans – dieser hatte die Explosion des Bootes beobachtet und Gasa und Kumana als Ortskundige auf die Suche nach Überlebenden geschickt.
Kennedy, der die Überlebenden auf einer tagelangen Tortur durch die Region geführt hatte, wurde zum Kriegshelden und später Präsident der Vereinigten Staaten. Er lud Gasa und Kumana zu seiner Inaugurationsfeier ein – allerdings gelangten sie nur bis zur Hauptstadt der Salomonen, wo sie von einem Beamten aufgehalten wurden, da sie kein Englisch sprachen. Im Mai 2002 besuchte Kennedys Neffe Max, der Sohn Robert F. Kennedys, Kumana im Rahmen einer Expedition, bei der Taucher das Wrack des Kennedybootes aufspüren sollten. Er versprach den beiden Lebensrettern „ein neues Haus und ein neues Boot“. Kumana starb am 2. August 2014 im Alter von 93 Jahren.